# Estación Diadema Argentina

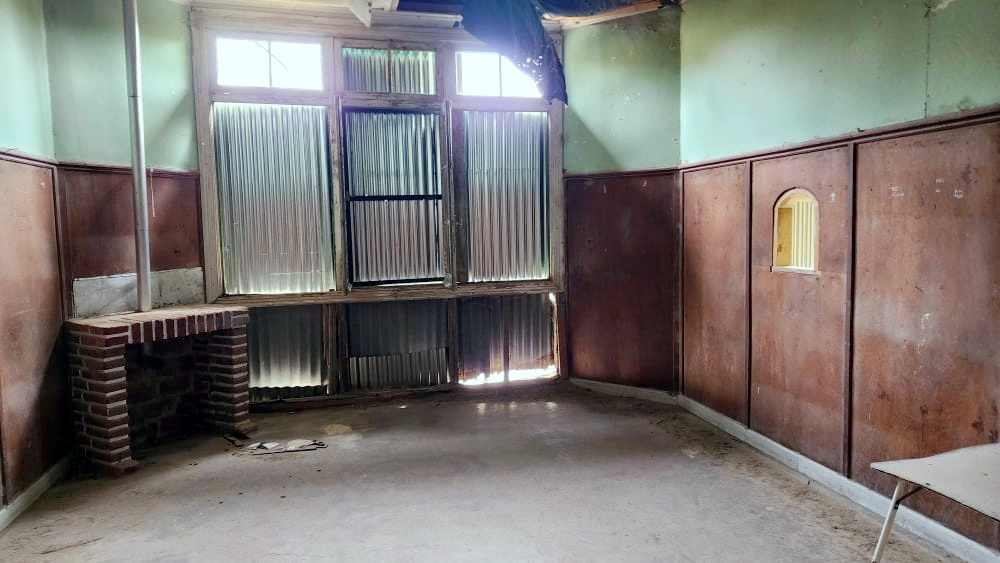
Interior de la estación en conservación, pero abandonado en diciembre de 2022.

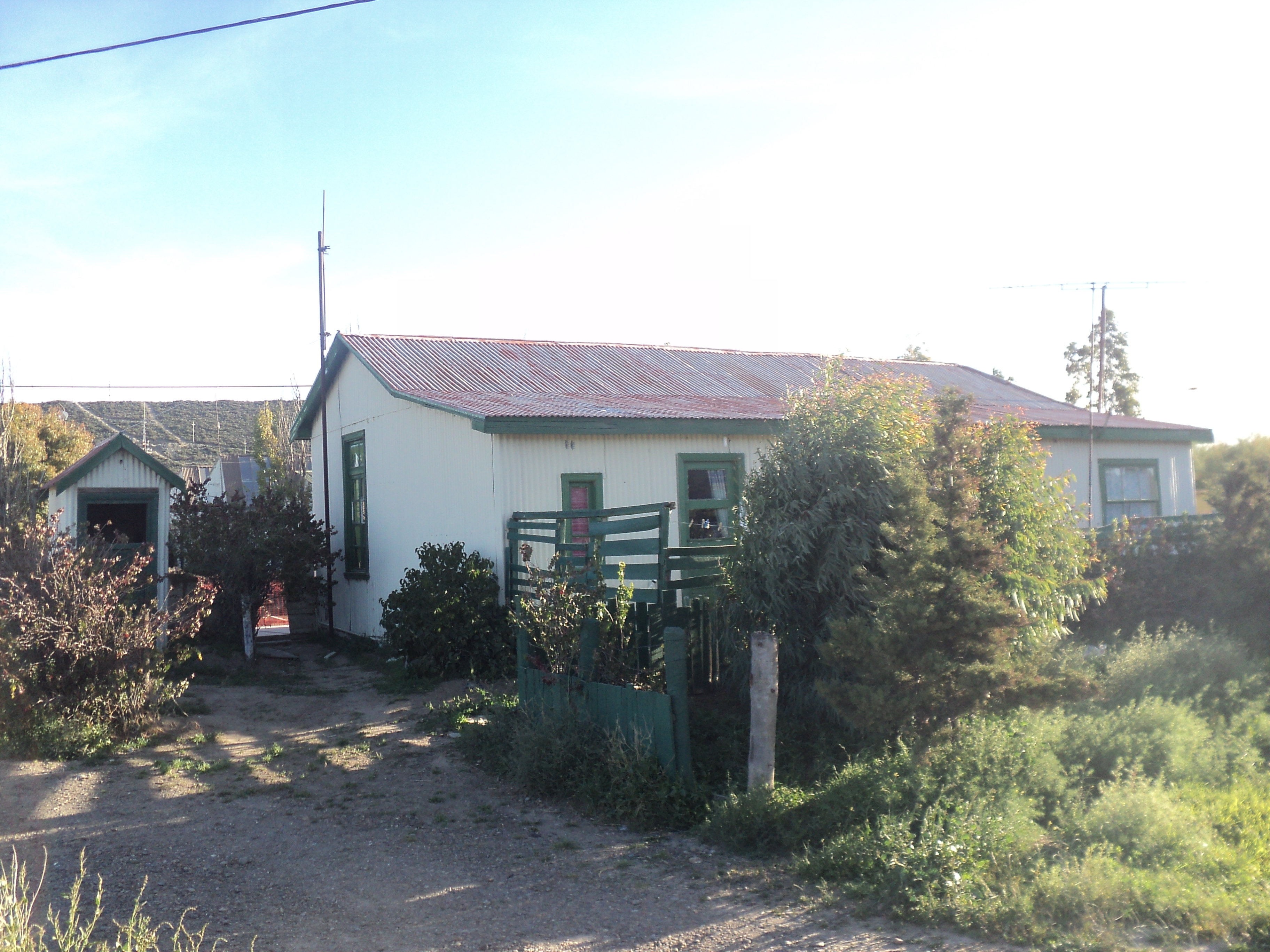
La estación restaurada en años recientes, en ese entonces convertida en vivienda familiar. Nótese su baño afuera.

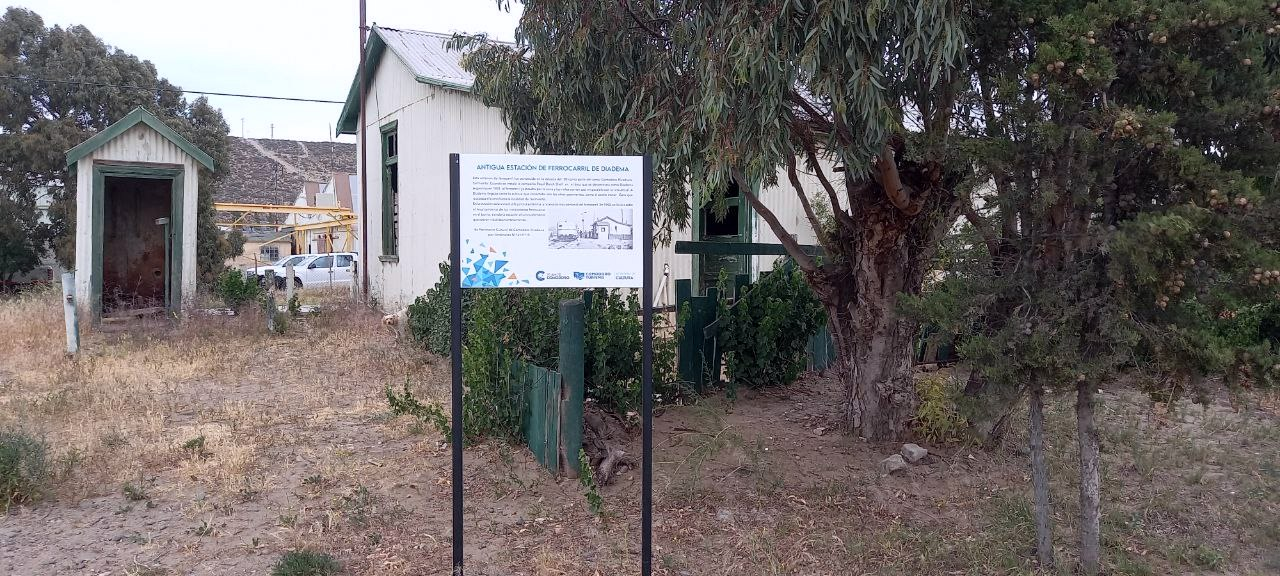
Cartel que indica que este lugar es histórico. En 2021 el edificio estaba abandonado

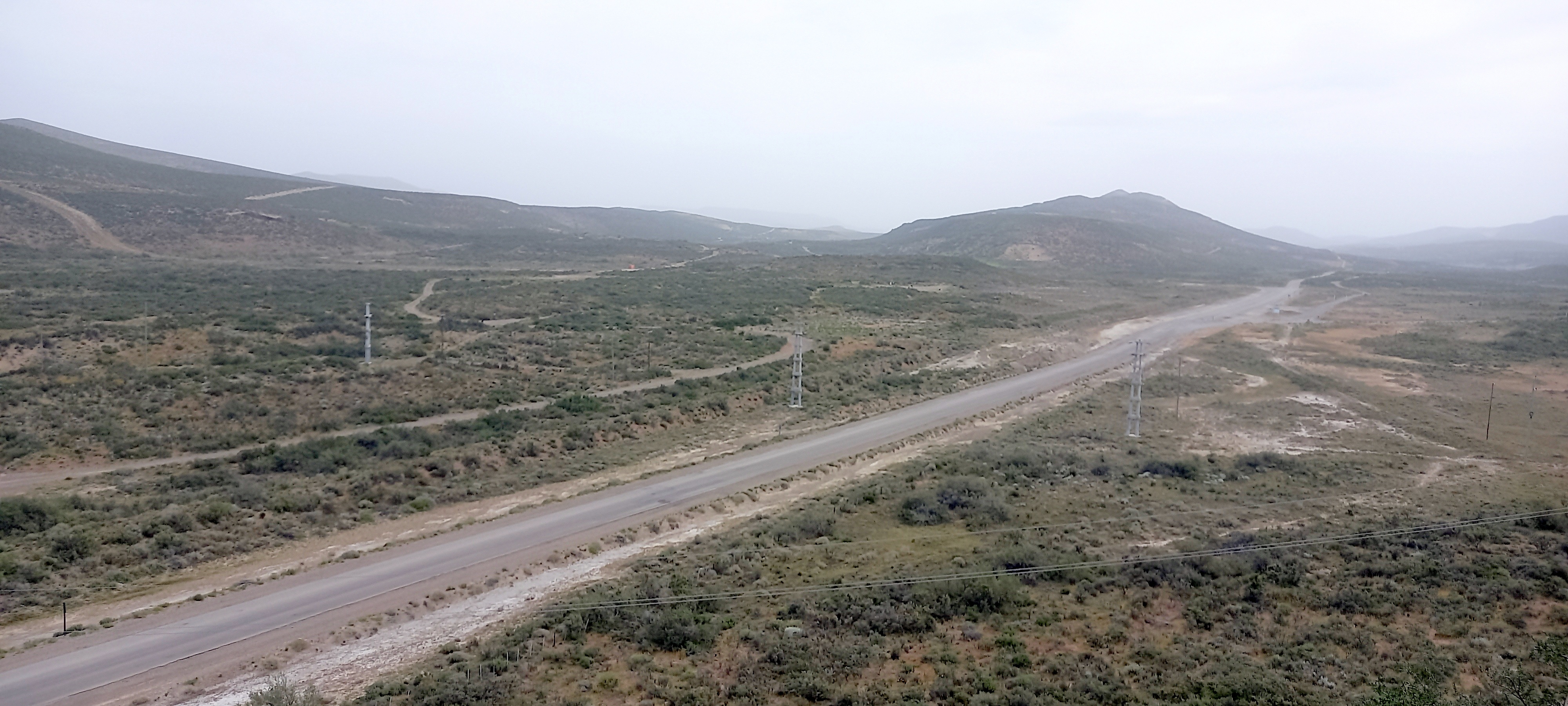
Terraplén con buena conservación, pero sin vías y poblado de vegetación. La vista es saliendo de Diadema rumbo a Escalante

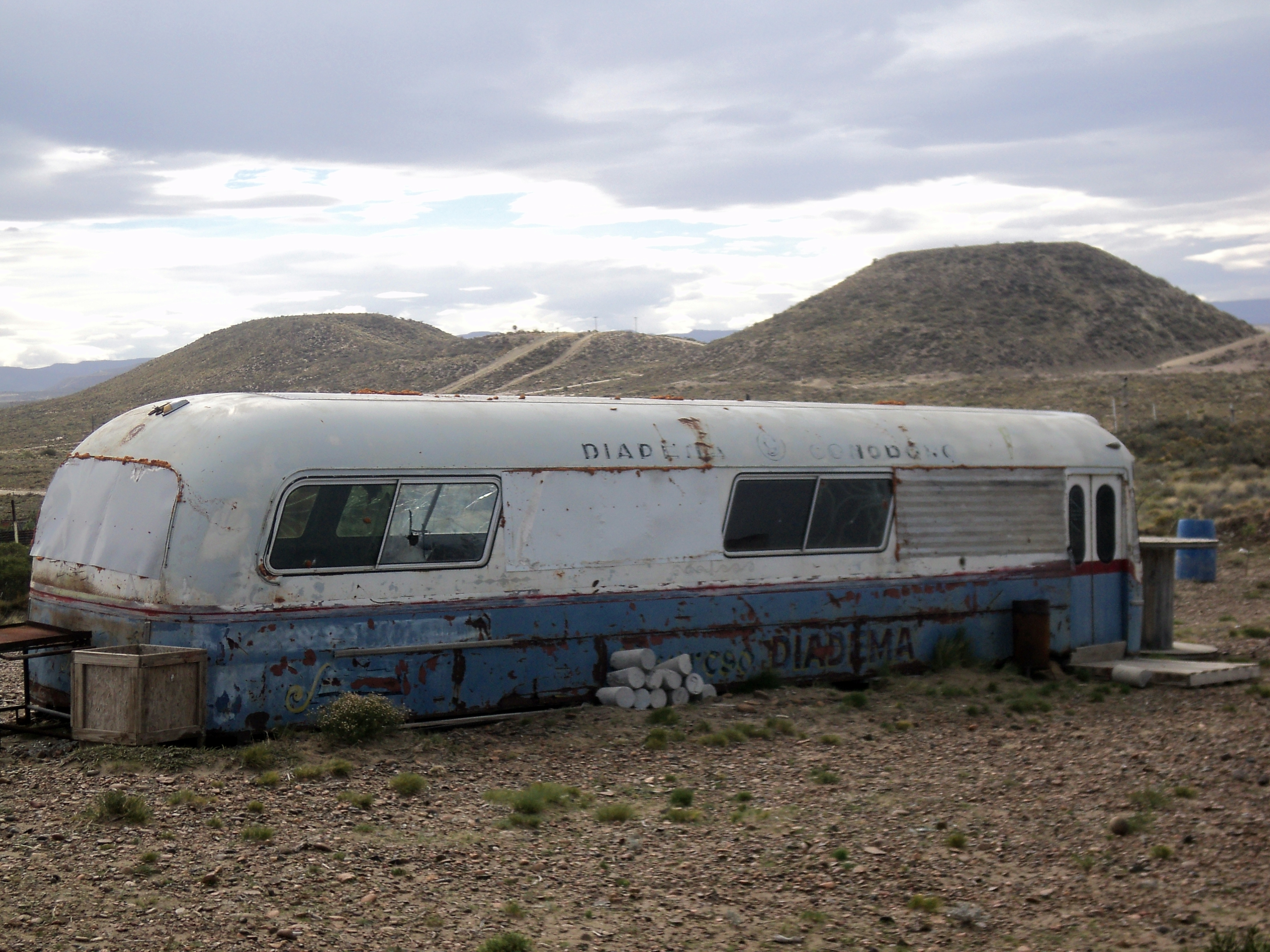
Restos de colectivo que competía con el ferrocarril en tiempo pasado y que yace en proximidades de Caleta Olivares.

Diadema Argentina o Kilómetro 27 es una ex estación ferroviaria del Ferrocarril de Comodoro Rivadavia que unía a esta localidad con Colonia Sarmiento, ambas en la provincia de Chubut (Argentina). A partir de esta estación creció un pequeño poblado que posteriormente comenzó a formar parte de la ciudad de Comodoro Rivadavia.

## Toponimia
Tomó su nombre de la compañía petrolera Diadema Argentina precursora del desarrollo de la zona. En tanto, su otro nombre fue tomado del kilometraje de las vías desde la estación matriz hasta aquí, que era de 26,9 kilómetros con un evidente redondeo. Este segundo nombre llegó a sustituir al oficial en muchos informes y documentos.

## Historia
En torno a la estación comenzó, a partir del año 1921 la explotación de la Compañía Royal Dutch Shell. Esta empresa tomó como cabecera operacional la estación ubicada en el kilómetro 27 del ferrocarril de Comodoro Rivadavia a Sarmiento.  A partir de ese momento la historia de Diadema Argentina queda estrechamente vinculada con la explotación petrolífera de esta compañía, participante de la construcción de escuelas y diversas obras de infraestructura.
EL 13 de enero de 1926 comenzó la construcción de un desvío desde la estación hacia la playa de materiales. También se agregó una mesa giratoria para cambiar el sentido de circulación de los coches motor que realizaban el recorrido semiurbano a Comodoro.
Aun para 1952 la vida en el pueblo era la de campamento petrolero con acceso y salida limitados por la empresa Shell. La estación tenía un papel preponderante ya había solo dos coches particulares en todo el barrio, y los demás eran de la compañía petrolera. El único medio de transporte a Comodoro y Sarmiento era el ferrocarril llamado por el pueblo "la autovía”. 
Durante estos años el jefe de estación cumplía diferentes roles, dado que además que vendía los billetes, despachaba de encomiendas y entregaba el correo personalmente. La exestación era también la vivienda de la familia del jefe. El mástil solo veía la bandera flameando en la estación solamente en un acontecimiento importante tanto para el país como la familia del personal de la estación.
Para 1957 se informó que el pueblo de Diadema contaba con 1500 habitantes, cifra que se mantuvo más o menos hasta el día de hoy. Este dato relegaba en importancia al pueblo frente a otras localidades, especialmente los barrios-campamentos de Comodoro. Diadema terminaría siendo un barrio más de Comodoro.
En 1960, el lugar fue testigo del origen del Accidente ferroviario de 1960 Km3-Comodoro Rivadavia.  A pocos kilómetros al norte, antes de pasar por esta estación, el ferrobús Ganz se quedó sin sistema de frenos y de inmediato inició una frenética carrera cuesta abajo. Todo acabó en tragedia, ya que el violento recorrido del tren a través del ejido de Comodoro culminó en el choque contra otra unidad ferroviaria dejando muertos y muchos heridos a la altura del barrio General Mosconi.La falla ocasionó inmediatamente una desenfrenada carrera hacia Comodoro por la pendiente natural del terreno cuesta abajo. Ya a la altura del "Km 25", Apeadero El Sindicato, cercano a Diadema Argentina. La velocidad era tanta que las ruedas sacaban chispas a las vías y terminó colisionando contra una unidad en Comodoro Rivadavia.
La estación forma parte del Ferrocarril de Comodoro Rivadavia que comenzó a funcionar en el año 1910 y que fue cerrado definitivamente en el año 1978 por acción del entonces ministro de economía José Martínez de Hoz de la dictadura autodenominada Proceso de Reorganización Nacional. Desde entonces se mantuvo en buen estado de conservación y con uso de vivienda familiar durante varios años.

##### Después de la clausura
Para 1992 el ministro de economía Domingo Cavallo del gobierno peronista encabezado por Carlos Menem confirmó la clausura de 1978. Inmediatamente se ordenó el levantamiento de las instalaciones ferroviarias que sobrevivían como vías, desvíos, apeaderos y material afín; desapareciendo gran parte del rastro del ferrocarril sobre la ruta provincial 39. Hoy solo quedan cortos tramos de vías y gran parte del terraplén.
En abril de 2019 la municipalidad dictaminó la apreciación como bien histórico de la exestación Diadema. La declaración prohíbe cualquier intervención en el bien sin previa consulta a la autoridad municipal de bienes históricos. Esta declaración logró la colocación de exigua cartelería Para ese mismo año aun se observan pequeños tramos de vías en ciertos sectores aledaños al barrio y la ciudad.
En ese mismo año se supo que COVIDIAR (Cooperativa Diadema Argentina), en conjunto con Centinelas del Patrimonio son quienes están hoy trabajando para proteger este y otros bienes que hacen a la historia de Comodoro Rivadavia. La cooperativa pudo tapiar parte del edificio. Se inició la búsqueda de fondos para restaurarla y darle un fin social que permita su conservación.
Pese a la declaración municipal la estación quedó totalmente abandonada desde 2020.  El edificio permaneció abierto desde entonces. La consecuencia fue que sus ventanas terminaron sin vidrios vandalización de sus pisos y techo. Los pisos y techo están hechos de maderas y fueron dañados por fogatas hechas en el interior. El daño que el edificio tiene actualmente  lo deja como una mera carcasa del lugar. Sin embargo, los vecinos al ver la inacción del gobierno municipal ante la desaparición del patrimonio histórico juntaron dinero para comprar elementos, hicieron postigos, cerraron todo el lugar para evitar que se siga deteriorando, no solo por la gente que entraba sino también por las condiciones climáticas.
En mayo de 2021 se conocieron los primeros trabajos de los vecinos del barrio con la intención de volver al edificio un espacio de cultura y turismo. La propuesta es que el lugar pueda albergar una biblioteca de temática patagónica, y ser a su vez aprovechado como espacio de encuentros artísticos y de talleres. La variedad de usos sería múltiple, pero siempre partiendo del eje histórico, identitario y cultural.
Para noviembre de 2021 la cooperativa consiguió un subsidio del Ministerio de Cultura de la Nación, para constituir una asociación civil y reparar la exestación. En ese mismo año el edificio se limpió por dentro y por fuera. Se recibió la donación de más de mil libros, en tanto la empresa MARBAR donó una computadora para el registro de los mismos, y el sindicato de Petroleros Privados de la Patagonia junto con CAPSA puso a disposición material para cercar el espacio.
En mayo de 2023 quedó constituida la asociación civil Estación kilómetro 27 y planificaron los proyectos para recuperar el bien histórico. Desde ese momento la asociación buscó diversas medias en procura de restaurar el edificio de la estación como colectas, rifas y ferias. La asociación informó que además de los daños edilicios por el vandalismo, también se procura una nueva instalación eléctrica y agua para poder reabrirlo a la comunidad con fines sociales y culturales.

## Funcionamiento

### Itinerarios históricos
Diadema en un principio fue una parada de escasa importancia, ya que los trenes se detenían solo si había pasajeros dispuestos. 
El primer informe que describió los horarios del ferrocarril no hizo mención a la estación en 1920 por no existir aun.
El informe de horario de 1928 describió solo un viaje con parada obligatoria en Diadema. El mismo era un viaje dominical de recreo. El mismo partía de Comodoro a las 9:00 para arribar a la punta de riel constituida por Pampa del Castillo a las 12:05. Luego de llegar a destino, el tren era girado por algún mecanismo o volvía marcha atrás. El regreso se emprendía a las 12:30 y pasaba por Diadema recién a las 18:29 horas, dando tiempo a los visitantes de pasar una larga jornada en Escalante, puntos cercanos y Diadema. El tren mixto demoraba, partiendo desde estación matriz, arribar a esta estación 1:12 minutos. En tanto, se necesitaban 38 minutos para unir la distancia con Escalante, la estación más próxima. La razón de este viaje fue que la zona cercana a la estación era un oasis en la meseta patagónica. Gracias a este entorno verde llamó recurrentemente visitas. En los demás viajes de los lunes y jueves Diadema era para optativa de los servicios ferroviarios. 
El informe de 1930  describió la misma situación que en 1928, pero sin viaje de dominical a estación Pampa del Castillo. En este itinerario, como el anterior, la estación fue llamada Desvío Kilómetro 27.
El itinerario de 1934 brindó información de la sección del servicio suburbano que era ejecutado por trenes mixtos los días lunes y jueves junto con el viaje a Sarmiento. El viaje a vapor partía a las 9 de Comodoro para arribar a Sarmiento 16:50. En tanto, la vuelta se producía los días miércoles y sábados desde las 9 con arribo a estación Comodoro a las 16:35. El tren llegaba a Diadema a las 10:10, mejorando el tiempo anterior. No obstante, Diadema aun era parada optativa de los servicios ferroviarios; deteniéndose estos si había interesados en ella. La distancia con Escalante se cubría en media hora. En este itinerario la estación fue nombrada como Kilómetro 27.
Recién en el informe de  1936 se la colocó como para obligatoria con horario de llegada a las 10:10, tardando el tren mixto 1:10 en alcanzar este punto. La distancia con Escalante empeoró levemente pasando a 45 minutos. El ferrocarril recortó todos sus viajes y solo viajaba los lunes para regresar los miércoles de Sarmiento.
Desde 1938 el itinerario mostró por primera vez la extensa red servicio suburbano que recorría la zona norte de Comodoro. Gracias a las últimas mejoras que recibió el ferrocarril, con la incorporación de ferrobuses, se logró que el servicio de pasajero y cargas ligeras reciba la mejora en el tiempo del trayecto que pasó de casi 8 hs a alrededor de 4 hs. Con la nueva tecnología, partiendo desde estación matriz, se pudo alcanzar este punto en 35 minutos. Las distancias con los puntos vecinos se cubrían en 11 minutos a Campamento Escalante (nuevo apeadero incorporado a partir de este cambio) y en 5 minutos con El Sindicato. Por otro lado, Diadema pasa a ser la anteúltima estación del circuito suburbano que arriba a Escalante. En cuanto a las tarifas las mismas estaban divididas en secciones. La primera sección correspondía hasta Talleres y la segunda se cobraba hasta Escalante. El precio hasta este punto era de $3.05 en primera clase y de $1.75 en segunda. En tanto, el viaje de recreo que se hacía hasta Escalante se cobraba ida y vuelta; con un precio promocional de $3.80 y $2.20 en primera y segunda clase.
El itinerario de Ferrocarriles del Estado del 15 de diciembre de 1940. Todos los viajes de todas las líneas pasaron a operarse con ferrobuses. El viaje principal partía los domingos desde Comodoro a las 7:08, pasando por este punto a las 7:43 y arribando a Sarmiento a las 10:45; mientras que había otro viaje que partía todos los días menos domingos desde las 16:30, paso por este punto a las 17:06 y llegada a Sarmiento a las 20:25. En tanto, el viaje desde Sarmiento se producía los domingos desde las 17:45 con arribo a Comodoro a las 20:58; mientras que el viaje que corría todos los días menos domingos lo hacía desde las 7:45 con llegada a las 11:11 a Comodoro. Por otra parte, el itinerario informaba gran variedad de servicios que ejecutaron el viaje de media distancia a Escalante. Los mismos partían desde Comodoro a las 1:00, 6:35, 11:35, 16:40 y 18:49 y la vuelta desde Escalante se ejecutaba 2:15, 8:00, 13:00, 17:55 y 20:35. Por último, el documento se refirió a este elemento como Parada kilómetro 27 y describió una edificación para pasajeros erigida a la derecha de la vía.
El itinerario de trenes de 1946 hizo alusión detallada al servicio suburbano del ferrocarril. En el se mencionó a este apeadero visitado diariamente por 2 líneas diferentes «de Comodoro a Escalante» y «de Comodoro a Sarmiento». El ferrobús en su viaje más rápido de larga distancia, partiendo desde estación matriz, arribaba este punto en 35 minutos. Mientras que el viaje suburbano demandaba aun 40 minutos. Las distancias con sus puntos vecinos siguieron sin modificación. 
La novedad de este informe fue la descripción del servicio de cargas a Sarmiento que se ejecutaba en forma condicional los lunes, miércoles y viernes. Este viaje se hacía con un formación a vapor y partía desde Talleres a las 9:40 para llegar a destino a las 17:40. El tren arribaba, con parada obligatoria, a Diadema a las 10:35 con partida a las 10:40. Para comunicar la distancia que existía con Campamento Escalante al tren le tomaba 13 minutos, mientras que para unirse con El Sindicato se requerían 4 minutos. La estación era crucial para el ferrocarril, ya que fue de los pocos puntos capaces de brindar agua a las locomotoras. Por último, en este itinerario llamó a este punto Kilómetro 27 (Estación).
El mismo itinerario de 1946 fue presentado por otra editorial y en el se hace mención menos detallada de los servicios de pasajeros de este ferrocarril. En el documento se aclaró que la mayoría de los ferrobuses pararían en puntos adicionales que los pasajeros solicitaran para ascender o descender. Las tarifas se cobraban desde o hasta la estación más próxima anterior o posterior. La diferencia principal es que este punto fue tenido en cuenta para el viaje de larga distancia a Sarmiento, pero fue incluido en el precio hasta Escalante.El itinerario nombró a este punto km 27 (Estación), con leve diferencia con el itinerario homónimo.
El 10 de diciembre de 1948 fue presentado un itinerario que no representó grandes variaciones respecto del presentado en 1946. Sin embargo, la gran diferencia con el anterior documento estuvo en el viaje de cargas que recorría la línea completa desde Comodoro a Sarmiento; y no partía desde Talleres como en el itinerario anterior. De este modo, el viaje de cargas partía sin un día estipulado, en forma condicional desde Comodoro a las 9:30, paso por este punto a las 10:45 y arribo a Sarmiento a las 18:05. En tanto, la vuelta vuelta desde Sarmiento se producía desde las 10:20 con arribo a estación Comodoro a las 20:25. Por último, el itinerario se refirió a este punto como Kilómetro 27 (Estac.). Este fue el último itinerario que mencionó el viaje con Escalante como punta de riel del servicio suburbano.
El informe de horarios de noviembre de 1955 mostró un servicio de larga distancia dedicado a pasajeros y cargas ligeras era ejecutado por ferrobuses en 46 minutos. Luego, los puntos más próximos que esta línea unía con Diadema se resolvían en 17 minutos con Escalante  y 33 minutos con Empalme Astra.
Por otro lado, el mismo informe también describió el servicio suburbano. En el se detalla que este servicio que poseía puntas de rieles en COMFEPET, km 27 y km 20. Pasando a ser esta estación punta de riel del servicio suburbano que iba hasta Escalante, estación que dejó de ser visitada frecuentemente en favor de Diadema. 
El viaje, partiendo desde estación matriz, se concretaba en 1:03 de ida y de vuelta en solo 43 minutos. En tanto, estaba separada de km 25 en 6 minutos. Cabe destacar que todos los tiempos del ferrocarril empeoraron en general. El informe de horarios hizo mención a este punto como Kilómetro 27.

### Registro de boletos
Una extensa colección de boletos arroja testimonio de que el nombre más recurrente de esta estación era Kilómetro 27. Esto se deba posiblemente a sus orígenes como apeadero primero. Fue un punto muy visitado como lo evidencia esta colección. La tarifa de larga distancia se cobraba desde Comodoro, previo paso por este punto, a Escalante $3.05 en primera clase y $1.75. En tanto, el viaje de recreo era vendido ida y vuelta hasta Escalante por el precio especial en primera clase de $3.80 y de segunda a $2.20.
En un principio el viaje hasta este punto se vendía por el mismo precio en combinación con kilómetro 31, que posiblemente se tratara de Parada Campamento Escalante o Estación Escalante en la jerga ferroviaria. Con el paso del tiempo Kilómetro 31 decayó en importancia y fue suprimido del servicio suburbano en 1971. De este modo esta estación se volvió punta de riel del servicio suburbano que la unía con Comodoro. Este cambio se produjo la última etapa del ferrocarril que pasó a integrar el Ferrocarril Roca. En tanto Kilómetro 31 no sería nombrado de nuevo. También, se podía comprar solo este destino o una combinación con km 25 y esta estación como lo atestiguan los diferentes boletos.

## Características
El equipamiento de esta estación es descripto en dos documentos. El primero es el itinerario de 1934; en el se señala que tenía un desvío de 599 metros de largo.
Para 1958 se informa que cumplía todos los servicios disponibles de este ferrocarril: pasajeros, encomiendas, cargas y haciendas (P.E.C.H) . Su infraestructura estaba entre las más completas del ferrocarril. Solo esta estación, Sarmiento (cerrada en 1977), Enrique Hermitte, Escalante (devenida en apeadero para 1965), Comodoro Rivadavia (cerrada para los años 1970), km 5 y Astra poseían infraestructura de peso similar que era capaz de brindar todos los servicios del ferrocarril. Además, las tres últimas mencionadas eran parte del ejido urbano de Comodoro. En cuanto a las cargas, recibía y despachaba hacienda con previo arreglo únicamente.
Poseía desvíos particulares a 599 m de Diadema Argentina y Gas del Estado, podía efectuar servicio de remolque sobre este desvío, con la emisión de guías de remolque desde esta estación con aplicación de tarifas. Su habilitación era en 1958 únicamente para recepción y despacho de cargas por vagón completo.

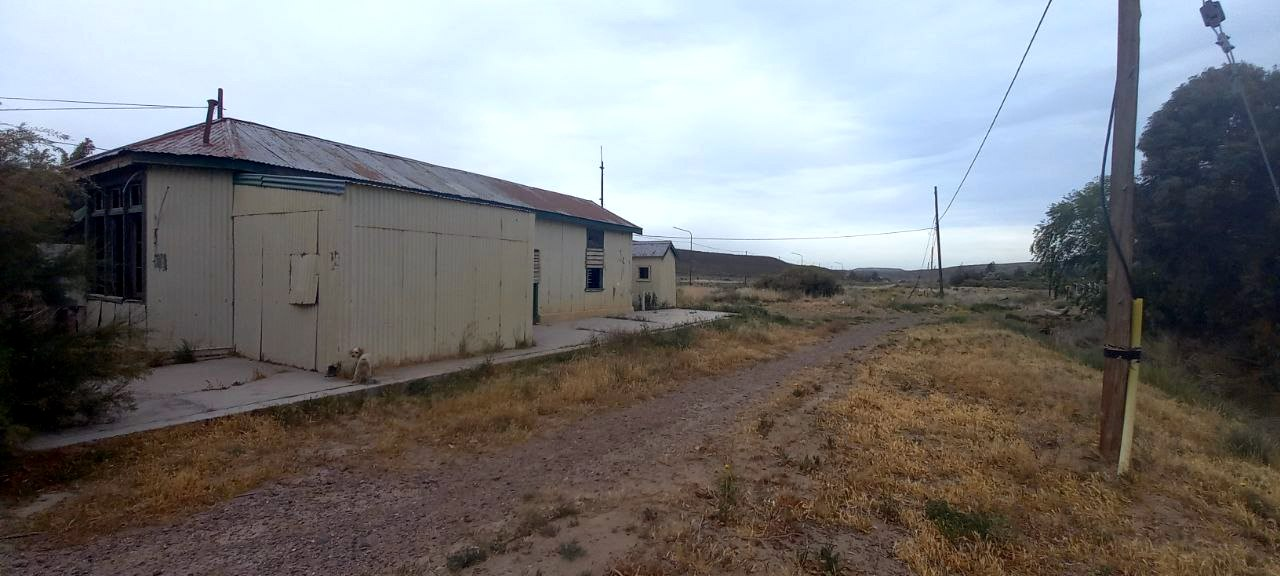
Vista del andén, la parte más importante de la antigua estación. Aun es visible por donde pasaban sus vías